# Luzerner Mordnacht

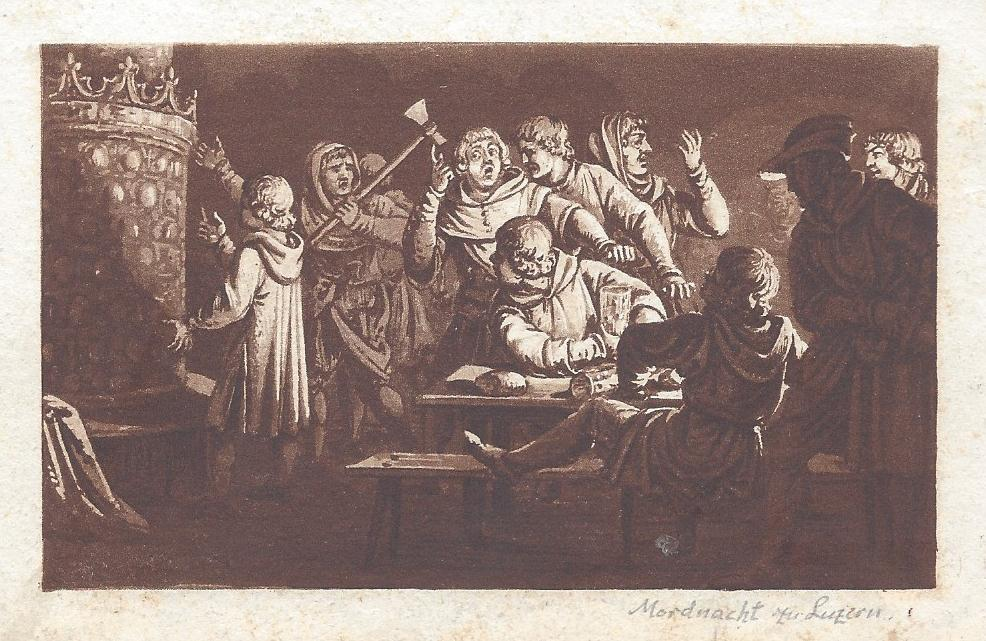
Luzerner Mordnacht: der Knabe am Ofen, Aquatinta um 1800

Als Luzerner Mordnacht wird eine Auseinandersetzung in der Stadt Luzern, die sich 1343 zwischen Anhängern der Herrschaft Habsburg und Freunden der Eidgenossen zugetragen haben soll, bezeichnet. Über die realen Begebenheiten des Ereignisses, das im Zusammenhang mit den Schweizer Habsburgerkriegen stehen könnte, ist wenig bekannt. 
Unklar bleibt, ob es sich tatsächlich um einen nächtlichen Überfall ohne vorangegangene Aufkündigung des Friedens handelt. Für das Spätmittelalter und die frühe Neuzeit sind auch im Gebiet der Eidgenossenschaft mehrere solcher Mordnächte überliefert, etwa die Mordnacht von Zürich im Jahr 1350. In Quellen aus Luzern ist am 25. Juli 1343 von einem uflouff die Rede. Im Anschluss daran sollen Rat und Gemeinde beschlossen haben, Sonderverbindungen zwischen einzelnen Bürgern, Opposition gegen den Bund mit den Eidgenossen sowie Infragestellung der Stadtfreiheiten unter Strafe zu stellen. Laut der Chronik des Johannes von Winterthur dagegen vertrieb das Stadtvolk (populares) sieben mächtige Bürger (potenciores), die dem Herzog von Österreich feindlich gesinnt waren, aus der Stadt.

## Sage
Die Ereignisse wurden in der Luzerner Geschichtstradition aufgrund eines gewandelten Selbstverständnisses um ein Jahrzehnt vorverlegt. Sie wurden mit dem Abschluss des Luzernerbunds vom 7. November 1332 in Verbindung gebracht. Das Bündnis Luzerns mit den drei Waldstätten galt nunmehr als Kampfbund gegen Habsburg, dessen Zustandekommen die Anhänger der Herrschaft Österreich zu verhindern trachteten. Das Geschehen wurde zur Mordnacht erklärt und mit Zügen einer Sage ausgestattet: Der Knabe, der die Verschwörer belauscht hatte, gab sein Geheimnis dem Ofen in der Trinkstube der Metzger preis, alarmierte damit die ahnungslosen Freunde der Eidgenossen und rettete so die Stadt. 
Der Luzerner Petermann Etterlin legte diese Version in seiner 1507 gedruckten Chronik vor und datierte das Geschehen auf den 29. Juni 1332. Als Modell für seine Interpretation könnte die erwähnte Zürcher Mordnacht gedient haben, wo das Motiv der Rettung der Stadt aus tödlicher Gefahr ebenfalls vorkommt. Aegidius Tschudi stützte sich weitgehend auf Etterlin, sah aber in der Mordnacht den Versuch, das Bündnis mit den Eidgenossen rückgängig zu machen und datierte sie auf den 29. Juni 1333.

### Musical
Ein Open-Air-Musical, welches vom 24. Mai bis 8. Juni 2013 in Luzern aufgeführt wurde, folgte frei der Sage von der Luzerner Mordnacht. Das Werk trägt den Titel «Oh Ofen, oh Ofen...» und wurde von Klemens J. Brysch geschrieben. Im Mittelpunkt der Handlung steht der arme Fischerknabe Andreas.